# 47. Volksgrenadier-Division
Die 47. Volksgrenadier-Division war ein militärischer Großverband der Wehrmacht im Deutschen Reich.

## Geschichte

### Aufstellung
Am 17. September 1944 wurde die Einheit auf dem Truppenübungsplatz Wildflecken (Unterfranken) aus Teilen der noch in Aufstellung befindlichen 577. Grenadier-Division aufgestellt. Zur Hälfte setzte sie sich aus Abgaben von Luftwaffen- und Marine-Verbänden zusammen. Die Altersstruktur war sehr heterogen mit je einem Drittel Rekruten der Jahrgänge 1926/1927 und erfahrenen Ostkämpfern.

### Verlegung nach Dänemark
Ab 6. Oktober 1944 wurde die Division nach Aarhus (Dänemark) verlegt und sollte bis zum 31. Oktober verwendungsfähig gemacht werden. Am 22. Oktober betrug der Personalbestand 9314 Mann, bei einem Fehl von 837 Mann. 

### Verlegung an die Westfront
Beginnend mit dem 9. November wurde laut dem Kriegstagebuch des Wehrmachtbefehlshabers Dänemark die Division zur Heeresgruppe B (Westfront) in Marsch gesetzt.

### Vernichtung in Aachen
Dort wurde sie in der 3. Schlacht um Aachen eingesetzt. Hierbei erlitt sie schwerste Verluste. So betrugen am 24. November die Kampfstärken der Grenadier-Regimenter nur noch 60, 215 sowie 36 Mann. Daher erfolgte am gleichen Tag die Bildung der „Kampfgruppe Engel“, welche die Reste der 12. und 47. Volksgrenadier-Division unter dem Kommando der ersteren zusammen fasste. 

### Wiederaufstellung
Ab 26. November wurden die Regimenter aus der Front herausgelöst und zur Auffrischung in den Raum Wollersheim-Sinzenich-Vlatten verlegt, mit Divisionsstab in Burvenich. Bis 8. Dezember trafen rund 3000 Mann Verstärkungen ein.

### Hürtgenwald
Der zweite Kampfeinsatz der Division war die vom 11. Dezember 1944 bis 5. Januar 1945 dauernde Teilnahme an der Schlacht im Hürtgenwald. Hierzu wurde die Division in die Verteidigungsfront westlich der Roer eingefügt, um die zur Ardennen-Offensive abkommandierte 3. Fallschirmjäger-Division abzulösen.

### Unternehmen Nordwind
Während des im Elsass durchgeführten Unternehmens Nordwind war die Division ab 9. Januar 1945 in Reserve gehalten worden. Der dritte Kampfeinsatz begann dann Mitte/Ende Januar mit der Ablösung der 25. Panzergrenadier-Division und 7. Fallschirmjäger-Division. Nach dem Absetzen der Amerikaner auf die Moder bildete die Division zusammen mit der 25. Panzergrenadier-Division das LXXXIX. Armeekorps. Ein Angriff zur Bildung eines Brückenkopfes östlich der Moder scheiterte jedoch.

### Oberrhein
Bis April verblieb die Division in der Rheinpfalz und am Oberrhein. 

### Teilweise Kapitulation
Am 14. April 1945 unterstützte der Divisionskommandeur die kampflose Übergabe der Stadt Ludwigsburg an die französische 1. Armee. 

### Verbleib der Divisionsreste
Der Divisionsstab und Reste zogen sich bis Tirol zurück. Dort wurden sie in eine Kampfgruppe des LXIV. Armeekorps eingegliedert, die vom 26. April bis zum 2. Mai 1945 den Fernpass verteidigte.

## Unterstellung
|                |            |                |              |             |
| Zeitraum       | Armeekorps | Armee          | Heeresgruppe | Raum        |
| September 1944 |            |                | OKH          | Wildflecken |
| Oktober 1944   |            |                | OKH          | Aarhus      |
| November 1944  | LXXXI      | 5. Panzerarmee | B            | Aachen      |
| Januar 1945    | LXXXIX     | 1. Armee       | G            | Rheinpfalz  |
| März 1945      | LXXXX      | 1. Armee       | G            | Rheinpfalz  |
| April 1945     | LXXX       | 19. Armee      | OB West      | Oberrhein   |

## Gliederung
- Grenadier-Regiment 103
  - I. Bataillon
  - II. Bataillon
- Grenadier-Regiment 104
  - I. Bataillon
  - II. Bataillon
- Grenadier-Regiment 115
  - I. Bataillon
  - II. Bataillon
- Artillerie-Regiment 147
  - 1. bis 4. Abteilung
- Divisions-Füsilier-Kompanie 147
- Feldersatz-Bataillon 147
- Pionier-Bataillon 147
- Nachrichtenabteilung 147
- Infanterie-Nachschub-Führer 147
- Panzer-Jagd-Abteilung 147

## Kommandeure
|                 |                                                        |                                  |  |
| Dienstgrad      | Name                                                   | Datum                            |  |
| Generalleutnant | Max Hermann Bork                                       | 18. September 1944 bis März 1945 |  |
| Oberst          | Georg Ernst von Grundherr zu Altenthann und Weyherhaus | März bis 2. Mai 1945 (gefallen)  |  |
| Oberst          | Karl Langesee                                          | 2. bis 8. Mai 1945               |  |

## Verweise